# 汉口日清洋行大楼
日清大楼是日资日清汽船株式会社在中国汉口建造的大楼，1928年建成，位于汉口英租界江滩，江汉路南端。隔江汉路与江汉关大楼相对。该楼的设计者是英资景明洋行。地面5层，三段式构图，外墙麻石到顶，在2条马路转角处设有圆顶塔楼，内部装修别致。现使用单位是武汉证券公司，已被列为武汉市优秀历史建筑。

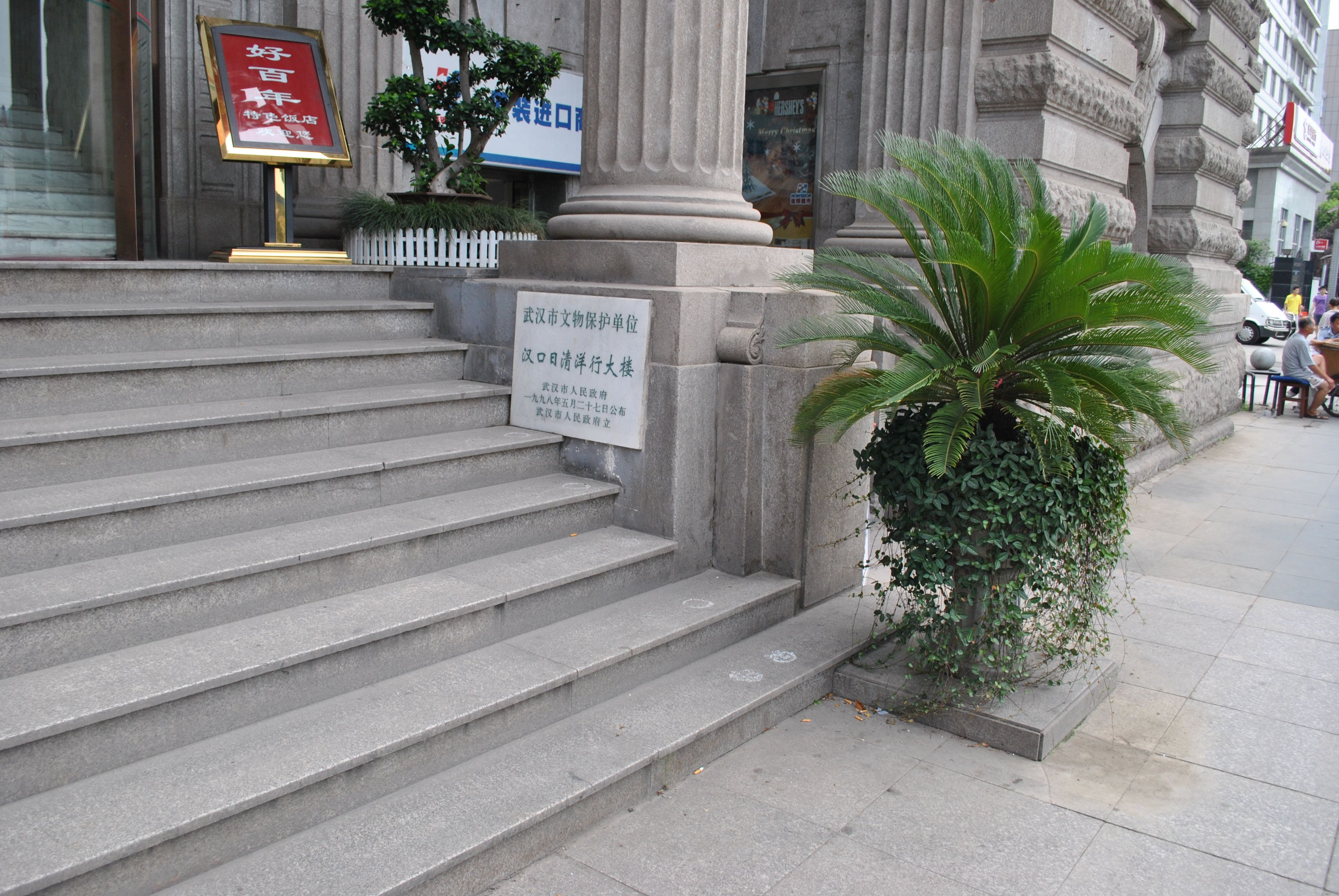